# Gallriks
Gallriks, stiliserat som GallRiks, är ett svenskt kvalitetsregister för kolecystektomier och ERCP. Gallriks startade den 1 maj 2005..